# Verbascum halacsyanum
Verbascum halacsyanum är en flenörtsväxtart som beskrevs av Paul Ernst Emil Sintenis, Joseph Friedrich Nicolaus Bornmüller, Halácsy. Verbascum halacsyanum ingår i släktet kungsljus, och familjen flenörtsväxter. Inga underarter finns listade i Catalogue of Life.